# 웨인 그루뎀
웨인 A. 그루뎀(Wayne A. Grudem, 1948년 2월 11일 출생)은 미국의 신약성경 학자, 신학자, 신학교수, 저자이다. 피닉스에 위치한 피닉스 신학교의 신학 및 성서학 교수이다.

## 전기

### 초기 삶과 교육
그루뎀은 1948년 2월 11일 위스콘신주 짐 폴스에서 태어났다. 어린 시절, 오클레어의 제1침례교회에 다녔다. 하버드 대학교에서 경제학 인문사회 학사 학위를, 웨스트민스터 신학교에서 MDiv 및 DD 학위를, 케임브리지 대학교에서 신약학 박사 학위를 받았다.

### 경력
2001년, 그루뎀은 피닉스 신학교의 신학 및 성서학 연구 교수가 되었다. 그 전에는 20년 동안 트리니티 신학교에서 성경신학 및 조직신학 학과장으로 재직했다.
그루뎀은 성경의 영어 표준 역본 번역 위원회에서 일했으며, 2005년부터 2008년까지 210만 단어 규모의 ESV 스터디 성경의 총 편집자로 재직했다 (이 성경은 복음주의 기독교출판협의회로부터 "2009년 올해의 기독교 서적"으로 선정되었다). 1999년에는 미국 복음주의신학회 회장을 역임했다. 그루뎀은 2015년 12월 22일 파킨슨병 진단을 받았다고 발표했다.
2016년 7월 28일, 그루뎀은 타운홀에 "도널드 트럼프에게 투표하는 것이 도덕적으로 좋은 선택인 이유"라는 논평을 게재했다. 10월 9일, 이 글은 철회되고 "트럼프의 도덕적 품성과 선거"라는 제목의 다른 글로 대체되었다. 10월 19일, 원래 글이 복구되었고, "어느 후보도 마음에 들지 않는다면, 트럼프의 정책에 투표하라"는 제목의 또 다른 글이 발행되었다. 그루뎀은 2020년 재선에서 트럼프를 지지했다.
2018년에는 그를 기리는 헌정 논문집이 출간되었다. "성경과 하나님의 백성: 웨인 그루뎀 헌정 논문집"에는 존 M. 프레임, R. 켄트 휴그스, 레이먼드 C. 오르틀런드 주니어, 존 파이퍼, 번 포이트레스, 릴랜드 라이켄, 토머스 R. 슈라이너, 브루스 A. 웨어의 기고문이 포함되었다.

## 신학
그는 다수의 책을 저술했는데, 그 중에는 칼뱅주의 구원론, 성경의 성경 영감설과 성서무오설, 신자 세례, 장로 통치 형태의 교회 정치, 오랜 지구 창조론, 그리고 젠더 관계에 대한 상호보완론적 관점을 옹호하는 《조직신학: 성경적 교리 서론》이 있다. 《조직신학》은 수십만 부가 판매된 매우 영향력 있는 신학 교재이다. 그루뎀은 은사 지속론적 신념을 가지고 있으며 한때 빈야드 운동을 제한적으로 지지하기도 했다.
그루뎀과 브루스 A. 웨어는 2016년 온라인에서 시작되어 인쇄물로 절정에 달한 삼위일체 논쟁의 중심에 있었다. 그루뎀과 웨어 모두 "영원한 복종과 권위의 관계" 또는 "영원한 기능적 종속"이라는 삼위일체 관점을 지지하는데, 이는 아들이 영원히 아버지께 복종한다는 주장이다. 그들의 견해는 아들이 오직 그의 인성에 따라 성육신에서만 아버지께 복종한다는 일부 학자들에 의해 도전을 받았다.
그루뎀은 또한 성경적 남성과 여성에 관한 협회의 공동 창립자이자 전 회장이기도 하다. 그는 또한 1992년 크리스처니티 투데이의 "올해의 책"으로 선정된 《성경적 남성성과 여성성 회복》을 존 파이퍼와 공동 편집했다.
1985년, 그루뎀은 2000개가 넘는 고대 그리스어 단어 '머리'(고대 그리스어: κεφαλή 케팔리[*])에 대한 연구를 저술했는데, 이 연구에서 그는 최근 저자들이 주장했듯이 비유적인 용법 중 어느 것도 '근원'이라는 의미를 담고 있지 않다고 주장했다.
그루뎀의 젠더 관련 문제에 대한 모든 연구는 이제 그의 주요 2012년 참고 문헌인 《복음주의 페미니즘과 성경적 진리: 100가지 이상의 논쟁적인 질문 분석》에 포함되어 있다.

### 단행본
- 그루뎀, 웨인 (1982). 《고린도전서의 예언의 은사》. 워싱턴 D.C.: 유니버시티 프레스 오브 아메리카. ISBN 978-0-81912083-0. OCLC 7975367.
- ——— (1988). 《신약성경과 오늘날의 예언의 은사》. 웨스트체스터, IL: 크로스웨이 북스. ISBN 978-0-89107495-3. OCLC 21874389.
- ——— (1988). 《베드로전서: 서론 및 주석》. Tyndale New Testament Commentaries 17. 다우너스 그로브, IL: 인터바시티 프레스. ISBN 978-0-83082996-5. OCLC 836536171.
- ——— (1994). 《조직신학: 성경적 교리 서론》. 레스터, 잉글랜드 & 그랜드 래피즈, MI: 인터바시티 프레스 & 존더반. ISBN 978-0-95840603-1. OCLC 1036867839.
- ——— (1999).  퍼스웰, 제프, 편집. 《성경 교리: 기독교 신앙의 필수 가르침》. 그랜드 래피즈, MI: 존더반. ISBN 978-0-31022233-0. OCLC 39523561. 조직신학의 축약본.
- ———; 포이트레스, 번 S. (2000). 《젠더 중립 성경 논쟁: 하나님의 말씀의 남성성 침묵시키기》. 내슈빌, TN: 브로드맨 & 홀먼. ISBN 978-0-80542441-6. OCLC 44413980.
- ——— (2003). 《하나님의 영광을 위한 사업: 사업의 도덕적 선함에 대한 성경의 가르침》. 휘튼, IL: 크로스웨이 북스. ISBN 978-1-58134517-9. OCLC 53131744.
- ——— (2004). 《복음주의 페미니즘과 성경적 진리: 100가지 이상의 논쟁적인 질문 분석》. 시스터즈, OR: 멀트노마 퍼블리셔스. ISBN 978-1-57673840-5. OCLC 54897906.. 2판 크로스웨이, 2012년.
- ———; 포이트레스, 번 S. (2004). 《TNIV와 젠더 중립 성경 논쟁》. 내슈빌, TN: 브로드맨 & 홀먼. ISBN 978-0-80543193-3. OCLC 57320504.
- ———; 그루뎀, 엘리엇 (2005). 《기독교 신앙: 모든 그리스도인이 알아야 할 스무 가지 기초》. 그랜드 래피즈, MI: 존더반. ISBN 978-0-31025599-4. OCLC 60743141. 성경 교리의 개정 및 축약본.
- ———; 태커, 제리 (2005). 《성경 번역 선택이 왜 그렇게 중요한가?》. 성경적 남성성과 여성성에 관한 협의회. ISBN 978-0-97739680-1.
- ——— (2006). 《복음주의 페미니즘: 자유주의로 가는 새로운 길?》. 휘튼, IL: 크로스웨이 북스. ISBN 978-1-58134734-0. OCLC 65537846.
- ——— (2010). 《성경에 따른 정치: 현대 정치 문제를 성경에 비추어 이해하기 위한 포괄적인 자료》. 그랜드 래피즈, MI: 존더반. ISBN 978-0-31033029-5. OCLC 555625189.
- ——— (2010). 《복음주의 페미니즘의 주장에 반박하기: 40가지 이상의 성경적 답변》. 크라운 퍼블리싱. ISBN 978-0-30756215-9.
- ——— (2012). 《그리스도인으로서의 투표: 경제 및 외교 정책 문제》. 그랜드 래피즈, MI: 존더반. ISBN 978-0-31049603-8. 성경에 따른 정치의 축약 발췌본.
- ——— (2012). 《그리스도인으로서의 투표: 사회 문제》. 그랜드 래피즈, MI: 존더반. ISBN 978-0-310-49602-1. 성경에 따른 정치의 축약 발췌본.
- ———; 애스무스, 배리 (2013). 《국가의 빈곤: 지속 가능한 해결책》. 휘튼, IL: 크로스웨이 북스. ISBN 978-1-43353911-4. OCLC 828143277.
- ——— (2016). 《"자유 은혜" 신학: 복음을 약화시키는 5가지 방식》. 휘튼, IL: 크로스웨이 북스. ISBN 978-1-4335-5114-7.
- ———; 파이퍼, 존 (2016). 《50가지 중요한 질문: 남성성과 여성성에 대한 핵심 관심사 개요》. 휘튼, IL: 크로스웨이 북스. ISBN 978-1-43355184-0.
- ———; 모어랜드, J.P.; 마이어, 스티븐 C.; 쇼, 크리스토퍼; 가우거, 앤 K. (2017). 《유신론적 진화론: 과학적, 철학적, 신학적 비판》. 휘튼, IL: 크로스웨이 북스. ISBN 978-1-43355286-1.
- ——— (2018). 《기독교 윤리: 성경적 도덕 추론 입문》. 휘튼, IL: 크로스웨이 북스. ISBN 978-1-43354965-6.

### 편집자로서
- ———; 파이퍼, 존, 편집. (1991). 《성경적 남성성과 여성성 회복: 복음주의 페미니즘에 대한 응답》. 휘튼, IL: 크로스웨이 북스. ISBN 9780891075868. OCLC 22629898.
- ———, 편집. (1996). 《오늘날에도 기적적인 은사들이 유효한가?: 네 가지 견해》. 그랜드 래피즈, MI: 존더반. ISBN 9780310201557. OCLC 34691457.
- ———; 레이니, 데니스, 편집. (2003). 《남성성과 여성성을 위한 목회 리더십》. 가정을 위한 기초 4. 휘튼, IL: 크로스웨이 북스. ISBN 9781433516313.
- ———; 콜린스, C. 존; 슈라이너, 토머스 R., 편집. (2012). 《성경 이해: 성경의 기원, 신뢰성, 의미 개요》. 휘튼, IL: 크로스웨이 북스. ISBN 9781433529993. OCLC 746833655.
- ———; 콜린스, C. 존; 슈라이너, 토머스 R., 편집. (2012). 《성경의 큰 그림 이해하기: 성경을 잘 읽는 방법》. 휘튼, IL: 크로스웨이 북스. ISBN 9781433531620. OCLC 767974206.

### 논문 및 챕터
- ——— (1985). 〈그리스 문학에서 kephalē('머리')가 '근원' 또는 '권위'를 의미하는가? - 2,336개 예시 조사〉.   조지 W. 나이트 3세. 《남성과 여성의 역할 관계: 신약성경의 가르침》. 시카고, IL: 무디 프레스. ISBN 9780802473691. OCLC 11785448.
- ——— (2012). 〈아들이 아버지께 영원히 복종한다는 성경적 증거〉 (PDF).   데니스 W. 조워스; H. 웨인 하우스. 《새로운 복음주의적 종속론?: 하나님 아버지와 하나님 아들의 동등성에 대한 관점》. 윕프 앤 스톡 퍼블리셔스. 223–261쪽. ISBN 978-1-60899-852-4.
- ——— (2012). 〈영어 표준 역본 (ESV)〉.   쾨스텐베르거, 안드레아스 J.; 크로토, 데이비드 A. 《어떤 성경 번역본을 사용해야 하는가?: 4가지 주요 최근 버전 비교》. 내슈빌, TN: B&H 퍼블리싱 그룹. ISBN 9781433676468.

### 비디오 강의
- 기독교 신앙 DVD 제자 훈련 과정

### 저널
- 남성성과 여성성을 위한 성경적 기초 (편집자)